# Die Misswahl – Der Beginn einer Revolution
Die Misswahl – Der Beginn einer Revolution (Originaltitel: Misbehaviour) ist eine britische Tragikomödie aus dem Jahr 2020. Regie führte Philippa Lowthorpe, in den Hauptrollen sind Keira Knightley, Gugu Mbatha-Raw, Jessie Buckley und Keeley Hawes zu sehen.

## Handlung
1969. In London versucht Sally Alexander einen Studienplatz zu bekommen, während Komiker Bob Hope bei einer Veranstaltung in Vietnam vor Soldaten der US-Armee ein paar Witze zum Besten gibt. Die aktuelle Miss World erscheint auf der Bühne und zwinkert den Soldaten vielversprechend lächelnd zu, die Menge ist entzückt. Zwei Monate später bekommt Sally die Aufnahme-Bestätigung der Universität. In einem Hörsaal findet eine Veranstaltung statt; die Rednerin heizt den Zuhörerinnen mit einer feurigen Rede ein. Es ist der Beginn der Frauen-Befreiungsbewegung, und nicht nur Sally klatscht begeistert Beifall.
1970. Eine glückliche Miss Nantwich gewinnt die Endausscheidung der Miss United Kingdom, während Eric Morley, der Veranstalter der Show, einigen Reportern nicht verraten will, wer den anstehenden Miss-World-Wettbewerb moderieren wird. Bei einem Anruf Morleys in Hopes Büro fragt der unentschlossene Hope seine neue Sekretärin, ob sie es gut fände, wenn er die Show moderieren würde, was sie begeistert bejaht. Daraufhin sagt sie in seinem Auftrag zu. Morley reagiert darauf mit großer Erleichterung.
Sally und ihre neuen Mitstreiterinnen der Frauenbewegung bereiten eine Aktion vor: Sie entwerfen und drucken Plakate, die auch an die Tür der Miss-World-Veranstaltung geklebt werden. Ein Vertreter der Anti-Apartheid-Bewegung moniert, dass bei dem Wettstreit noch nie eine Schwarze aus Südafrika zur Auswahl stand, obwohl 80 Prozent der Bevölkerung schwarz seien. Morley reagiert darauf souverän: Er verrät dem Aktivisten, dass es bei der bevorstehenden Wahl sehr wohl eine geben werde, was allerdings nicht geplant war; doch er lässt es sogleich von seiner Sekretärin organisieren.
Die Kandidatinnen treffen in London ein, darunter auch Jennifer Hosten, Miss Grenada, und Pearl Jansen, Miss Südafrika. Später werden sie gemessen und frisiert. Miss Schweden informiert Jennifer, dass noch nie eine schwarze Frau die Misswahlen gewonnen hat. Im Commonwealth Club schlägt der Premierminister von Grenada Frau Morley vor, ihn zusätzlich als Vertreter der Farbigen aus der Karibik zum Juroren zu ernennen, während Sally bei einer Live-Diskussion im TV den Standpunkt vertritt, dass die Misswahlen verboten gehörten, weil der Contest die Ausbeutung der Frauen symbolisiere; sie vergleicht den Wettbewerb mit einem Viehmarkt.
Bei einem weiteren Treffen der Frauenbewegung wird beschlossen, die Veranstaltung zu stören. Um dort unauffällig hineinzugelangen, wollen sie Eintrittskarten kaufen und sich dezent konservativ kleiden. Ein paar Tage vor der Show explodiert eine Bombe in der Nähe der Royal Albert Hall, dem Ort der Veranstaltung. Die Sicherheitsmaßnahmen werden verschärft, doch die Mitglieder der Frauenbewegung schaffen es ausnahmslos, eingelassen zu werden. Die zu diesem Zeitpunkt meistgesehene TV-Show der Welt mit über 100 Millionen Zuschauern weltweit kann beginnen. Aus dem Off werden die einzelnen Teilnehmerinnen vorgestellt, die nacheinander die Bühne betreten.
Später übernimmt Bob Hope die Moderation, doch plötzlich springen Dutzende Frauen von ihren Stühlen, stören mit Rasseln lautstark die Show, werfen Farbbeutel auf die Bühne und rufen: „Schämen Sie sich, Bob Hope!“ Dann stürmen sie die Bühne. Die Polizei greift ein, die Störerinnen werden abgeführt und verhaftet, die Live-Übertragung wird unterbrochen.
Bob Hope verschwindet in die Umkleidekabine, doch nachdem die Aktivistinnen entfernt worden sind, beruhigt sich die Lage. Eric Morley erklärt dem Publikum, dass die Show nun weitergehen könne, worüber sich die Teilnehmerinnen und die Besucher freuen. Hope übernimmt wieder das Mikrofon. Er meint, wer eine Show wie diese störe, könne nur krank im Kopf sein. Am Ende der Show gewinnt, für alle Anwesenden überraschend, nicht die Favoritin, Miss Schweden, sondern die farbige Miss Grenada, Jennifer Hosten. Kurz vor Ende des Films wird visuell aufgelöst, was aus den Protagonistinnen geworden ist.

## Produktion

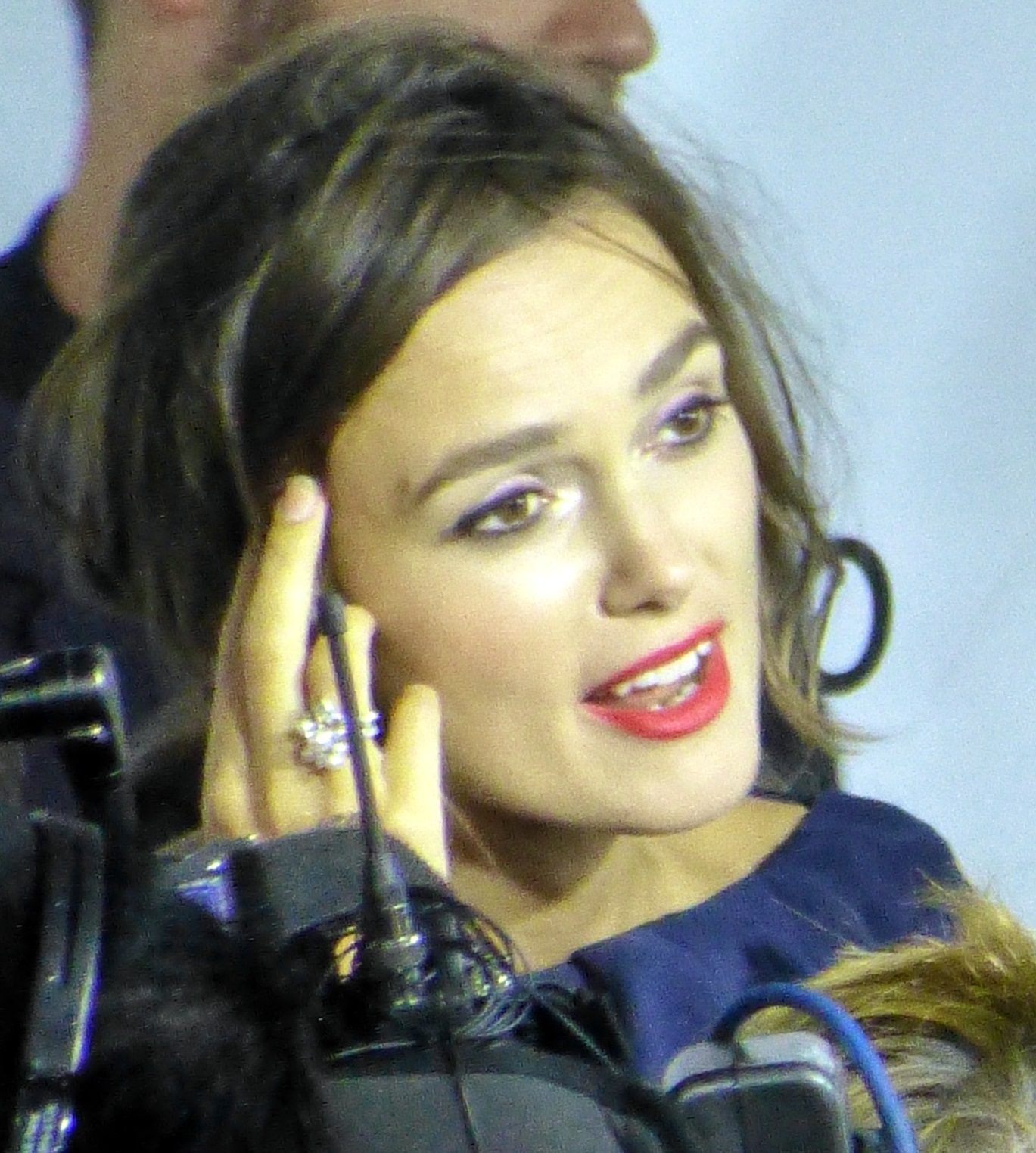
Keira Knightley

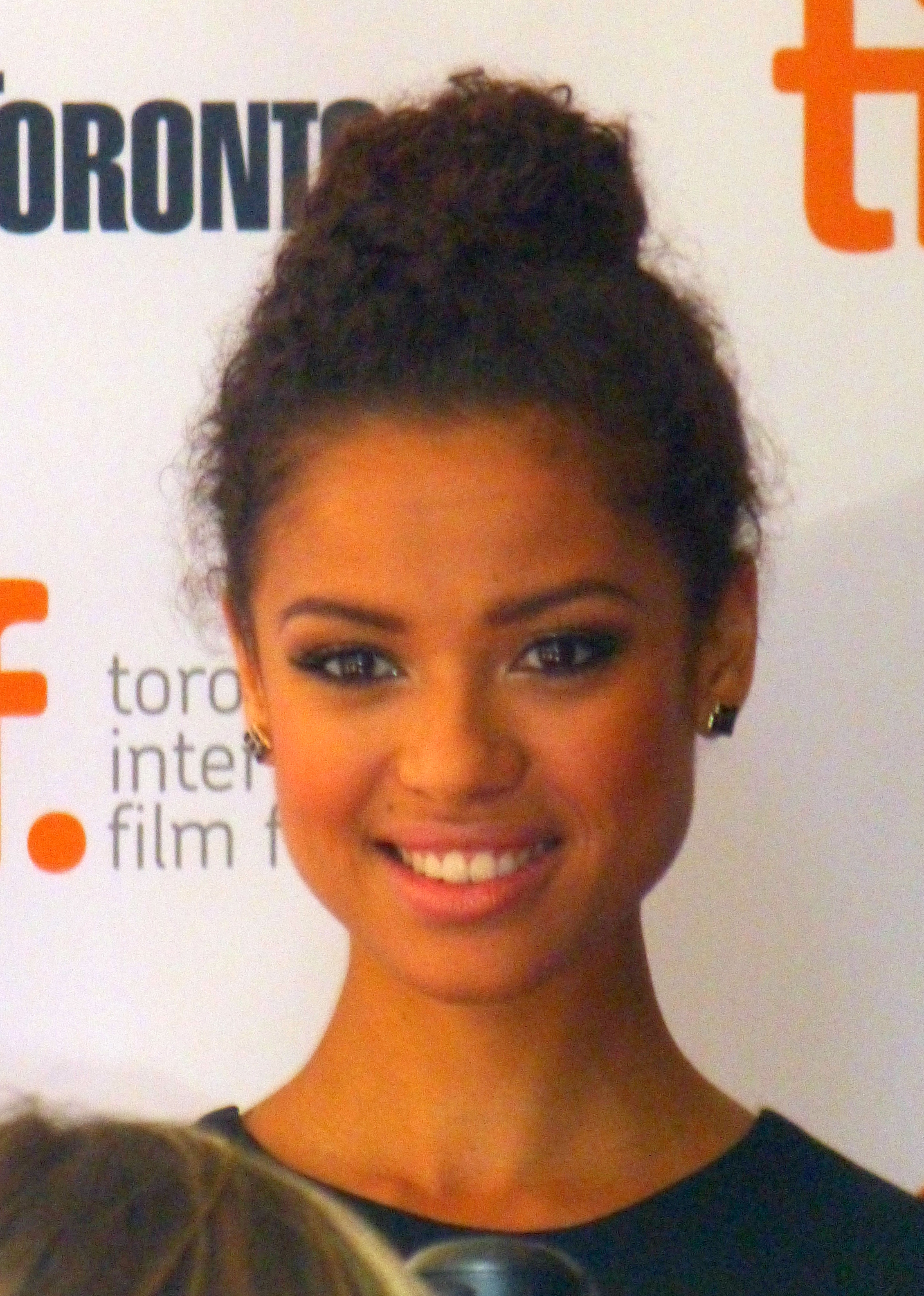
Gugu Mbatha-Raw

Der Film wurde im Oktober 2018 mit Keira Knightley, Gugu Mbatha-Raw und Jessie Buckley in den Hauptrollen angekündigt. Philippa Lowthorpe sollte Regie führen. Im November 2018 stießen Lesley Manville, Greg Kinnear, Keeley Hawes, Rhys Ifans und Phyllis Logan zur Besetzung des Films. Im September 2018 stieß Collet Collins zum Cast, und im Januar 2019 kamen Suki Waterhouse und Clara Rosager hinzu.

## Veröffentlichung
Der Film wurde am 13. März 2020 in Großbritannien veröffentlicht. Shout Studios übernahm den Vertrieb in den Vereinigten Staaten. Aufgrund der COVID-19-Pandemie wurde die Kinolaufzeit des Films verkürzt, und der Film wurde in Großbritannien am 15. April vorzeitig auf Video-on-Demand veröffentlicht.
In Großbritannien wurde der Film am 7. September 2020 von Walt Disney Studios Home Entertainment auf DVD veröffentlicht.

## Rezeption

### Kritiken
Auf Rotten Tomatoes hat der Film eine Zustimmungsrate von 85 Prozent, basierend auf den Bewertungen von 89 Kritikern, mit einer durchschnittlichen Bewertung von 6.70/10. Auf Metacritic hat er eine Punktzahl von 62 %, basierend auf Bewertungen von 15 Kritikern, was auf „generally favorable reviews“ hinweist.
Film-rezensionen.de vergibt 7 von 10 Punkten und meint: „Das Thema ist ernst, wird aber mit viel Humor aufgearbeitet, was auch dank der Schauspielerinnen gut funktioniert. Schön ist zudem, dass die Komplexität immer wieder aufgezeigt wird, auch wenn zum Ende hin doch der Wohlfühlfaktor überwiegt.“

### Auszeichnungen
British Independent Film Awards 2020
- Auszeichnung für das Beste Kostümdesign (Charlotte Walter)
- Auszeichnung für das Beste Make-up und die besten Frisuren (Jill Sweeney)
- Nominierung für das Beste Szenenbild (Christina Casali)[14]

London Critics’ Circle Film Awards 2021
- Nominierung als Beste britische Darstellerin (Jessie Buckley, auch für I’m Thinking of Ending Things)[15]